# Bacchisa basalis
Bacchisa basalis är en skalbaggsart som först beskrevs av Charles Joseph Gahan 1894.  Bacchisa basalis ingår i släktet Bacchisa och familjen långhorningar.
Artens utbredningsområde är Hongkong (Kina). Inga underarter finns listade.